# 水野修孝
水野 修孝（みずの しゅうこう、1934年2月24日 - ）は、日本の作曲家、指揮者、千葉大学名誉教授、音楽プロデューサー。静岡文化芸術大学教授、東京藝術大学講師、武蔵野美術大学講師を務めた。

## 経歴

### 作風
1934年、徳島に生まれる。千葉県立千葉高等学校時代の音楽部で、処女作『ばら色の雲』を発表して指揮した。千葉大学文学部に入学後、法経学部法律政治科に転科。学内の千葉大学管弦楽団でヴィオラを弾くが、やがて才能が周囲に認められ、大学3年より指揮をするようになる。またその頃、東京交響楽団の定期演奏会で聴いた、ヘンツェの交響曲第2番に大きな感銘を受け、作曲家を志す。千葉大学4年の時、音楽を志す決意を完全に固め、半年で受験準備をして東京藝術大学楽理科に入学。
東京藝大在学中、小杉武久と出会い、学内でヴァイオリンとチェロで即興演奏を始める。やがて塩見允枝子、刀根康尚、戸島美喜夫、柘植元一、武田明倫が加わり、卒業後「グループ音楽」という集団を結成。
作曲家としての正式デビューは、1961年の「金管群のための3つの次元」。初期は、譜面の中に演奏者が自主的に演奏部分や演奏法を選択できる部分を盛り込み、演奏者の自発性を引き出すことを試みる。この頃の代表作としては、「声のオートノミー」(1964年)、「オーケストラ1966」(1966年/1973年改訂)など、音群的な作曲で即興演奏を組織化する独自な方法論によって注目を集め、「声のオートノミー」がニューヨークのリンカーンセンターで演奏された。当時の作品の音響は、師の柴田南雄に逆に影響を与えたとされるが、水野は前衛運動の行き詰まりからジャズやロックへ移行した。
1960年代後半、米国より渡辺貞夫が帰国し、ジャズ理論講座を開催することになると、これを皆出席で受講し、ジャズ理論を完全にマスターする。そしてジャズ作品を次々に発表し始め、1973年に発表されたビッグバンドによる「ジャズ・オーケストラ'73」や、1975年に発表された「ジャズ・オーケストラ'75」は、日野皓正、渡辺香津美、中村誠一、村上秀一らジャズ界のトッププレーヤーたちの手により演奏され、迫力あるドライブ感と大音響で聴衆を圧倒した。特に「ジャズ・オーケストラ'73」は、現代音楽の手法を採り入れた、当時としては非常に破天荒な作風であり、ジャズ、現代音楽の両分野で多大な反響を呼んだ。
1974年、ロックフェラー財団からの招聘で、武満徹、一柳慧、高橋悠治と共に1年間レジデンシャル・アーティストとして渡米し留学。ニューヨーク、サンフランシスコを中心に作曲活動をする。ヴィレッジ・ヴァンガードに通い、メル・ルイスとサド・ジョーンズのサド・ジョーンズ＝メル・ルイス・ジャズ・オーケストラに衝撃を受ける。米国の音楽家との交流で「純血文化はやがて淘汰され、これからの世界を席捲していくのは混血文化である」との確信を得て、クラシック、現代音楽、ジャズなど様々なジャンルの技法を一つの作品の中に混在させ、統合を図る「ポスト・モダン」的作風へと結びつき、帰国後に発表の作品に反映される。
1975年NHK委嘱の混声合唱のための「幻」で芸術祭優秀賞、1973年と1975年にTBMレコードで出したジャズオーケストラ'73、ジャズオーケストラ'75はジャズディスク大賞3位。1977年NHK委嘱のオペラ「天守物語」は、その後何度も再演されつづけ日本のオペラとしては最もよく上演されるものとなった。1999年の2月の新国立劇場の演目にもなった。
1987年、1961年に構想され、様々な作品で試みたクラシック、現代音楽、ジャズ、ロックなどの技法が、縦横無尽に駆使されている3時間の合唱を含んだ超大作『交響的変容 』4部作が完成する。第1部から第3部までは通常のコンサート会場で演奏されたが、第4部「合唱とオーケストラの変容」は、演奏時間2時間、演奏者数700人以上を要する為、上演の機会はないと諦めていたが、バブル経済最盛期であったこと、千葉県の幕張メッセの杮落としで上演された「第3部」が好評を呼んだこと、出世した教え子たちの支援などから、地方自治体援助のもと大手企業から協賛金が寄せられ、1992年9月20日、幕張メッセで全4部作の上演が実現された。全曲が完成する以前にも第1部から第3部は単体でも演奏され、1984年にはアメリカン交響楽団がニューヨークのカーネギーホールで演奏している。
その後は叙情性が増し、歌うような旋律が頻繁に出現するようになる。交響詩『夏』(1989年)、交響曲第2番『佐倉』(1991年)、歌劇『ミナモ』(1991年)などにその特徴が顕著に現れている。1990年代よりミュージカルを作曲、八千代市の子供のための「泣きたくなったら笑うんだ」(1993年、岡本おさみとの共作)、ミュージカルシアターヒラソルのための「イノセント・ムーン」(1999年、空矢庵による脚本)、などが誕生する。ミュージカルから生まれた親しみやすい旋律は、交響曲第4番(2003年)や千葉室内弦楽合奏団のために作曲した作品にも反映されている。
2011年にマリン・オルソップの指揮でカリフォルニアのサンタ・クルーズ音楽祭で交響詩『夏』を、 2016年に日本オペラ協会公演の都民芸術フェスティバルでオペラ『天守物語』、そして2021年に山田和樹の指揮の東京混声合唱団の定期演奏会にて「混声合唱のオートノミー」が再演され、再評価の契機となる。

### 教職活動
1960年代後半から東京藝術大学講師を務める。1978年から千葉大学にて講師を1年、助教授5年を経て教授に就任。民俗音楽、流行歌、児童教育を研究しながら教鞭を執った。1999年に千葉大学退官後、静岡文化芸術大学教授、武蔵野美術大学講師を務めた。千葉大学での門下生には青木愛ほかがいる。

### 指揮活動
1955年から1995年まで、千葉大学管弦楽団で、ベートーヴェン、ブラームス、マーラー等の作品を指揮、1968年には、千葉県初演のベートーヴェン「交響曲第9番」を指揮、1980年には芥川也寸志を迎えて交響管弦楽のための音楽 を指揮した。なお、自作曲についても、千葉大学管弦楽団のために「オーケストラのための仮象」や、団員が多くなり降り番が出ないように巨大な編成で作曲された「オーケストラ1981」、法政大学管弦楽団の地方公演のために作曲し自作自演にて初演された「日本の旋律によるコンポジション」、国民文化祭千葉のために作曲された「交響詩"千葉"〜オペラ"ミナモ"と交響曲"佐倉"の楽想による管弦楽曲」も千葉大学管弦楽団にて指揮している。

### プロデュース活動
千葉県八千代市の八千代台文化センターの企画で1993年から「お楽しみコンサート」として開催されていた地域密着型の音楽イベントが2016年に終了したのを機に、2018年から水野修孝プロデュース「スプリングコンサート」として復活させた。クラシック、ジャズ、ポップス、童謡、歌謡曲、和楽器、現代音楽など多彩なジャンルで、プロとアマチュアが共演し、地元住民や子どもも参加する自由で温かな場を特徴としている。地元作曲家・水野修孝の作品を中心に、なんでもありの幅広いプログラムを提供して、水野修孝の穏やかな人柄と包容力で集まった音楽家同士の交流や新たな創作を育み、八千代市の文化の象徴として、音楽を通じた人々のつながりを創出し、子どもたちや家族にも様々な音楽の魅力を伝える役割として音楽文化を盛り上げている。

## 人物
- 徳島県徳島市の田岡病院で生まれ、万代町に住む。2歳の時に千葉県多古町へ引っ越し茂原市や佐倉市など幼少期は父親の転勤のため千葉県内を転々とした。
- 父親は東京帝国大学で農芸化学を学び卒業後、土壌の研究員として就職したが結核により退職した。後に教職に就き、栃木県や徳島県の学校を転々とする。千葉県八千代市に落ち着き、千葉大学で栄養化学を教えた。
- 母親は栃木県石岡市の名主の娘で、父親の見合い相手を家族が仲介する際に知り合って結婚に至った。ピアノをよく弾いていた母親だったが水野が4歳の時に結核で亡くなった。
- 戦争末期に疎開を行った際、2回に分けて荷物を運んだが、2回目の荷物を運び出す前に空襲の被害を受ける。1回目に運んだ荷物の中に母親のピアノと、父親のクラシック音楽のレコードコレクションが含まれていたことが、その後の水野修孝の人生を決定づけた。ロッシーニの《ウィリアム・テル序曲》やヘンデルの合奏曲のレコードを愛聴していた[17]。
- 中学から高校時代、学問、芸術、スポーツなどあらゆることに熱中する。当時の文士と文通をしながら小説を執筆し（日本近代音楽館蔵)、野球部では打率4割を超えるトップバッターとなる。
- 千葉大学在学中に半年で受験準備をして東京藝術大学楽理科に入学し、専攻科を2年、副手を3年を歴て1961年に卒業した。
- 師の柴田南雄は藝大時代の水野について、『彼は「グループ音楽」を結成して、階段から人間や物体がころげ落ちるような、ジョン・ケージ顔まけの即興的パフォーマンスを実践していたが、一方、卒論「十二音技法の研究[注釈 6]」では、ハワード・ハンソンの音程理論に拠りながら、無調音楽における和音構成の可能性について、こちらの頭が痛くなるような精緻きわまる考察を展開した。しかもその年には「金管群のための３つの次元」（1961年）なる作品によって、早くもそれまでの実験と理論的探究を創造にまで昇華させ、さらに専攻科時代には「不確定性技法試論」なる論文をまとめるが、その作業によって彼は1950～60年代の世界の作曲家の最先端の状況を詳細に分析し、その酸いも甘いも知り尽くしてしまった。』と評価している[18]。
- 1974年、ロックフェラー財団からの招聘のアメリカ留学中に国際運転免許証を取得し、80歳まで紺色のフォルクスワーゲンを乗っていた。
- 八村義夫と親友であり、余命を知らされていない八村が亡くなる数日前まで電話で普段通りのやりとりを楽しんでいた[19]。
- 62歳の時にPower Mac G5を購入してDTMでのシンセサイザー楽曲制作の学習を開始して周囲を驚かせた。購入から3ヶ月で「新八千代ばやし」を完成させて8cmシングルCDでリリースした。同時期に「イノセントムーン」のシンセサイザー版も制作した。
- 小杉武久は2011年4月11日に京都フィルハーモニー室内合奏団で水野のヴィオラ協奏曲（斉藤一郎指揮）が演奏される際にリハーサルから駆けつけて、本番終演後の京都駅までの帰路でもずっと水野に、学生の時から音楽を導いてくれた事の感謝を伝えていた。
- 88歳を迎えて約20年ぶりの新たな交響曲として作曲された《交響曲第5番》は、わずか3ヶ月で完成させて周囲を驚愕させた。
- 2024年に作曲された「片手のためのピアノ曲 Op.387」は90代になって初の新作で、「7分の曲に3か月もかかった」と語った[20]。

## 語録
- 『交響曲という形式は多様な種類の音楽をひとつの統一された表現体として構成するのに都合の良い容器である。』[21]
- 『純血文化はやがて淘汰され、これからの世界を席捲していくのは混血文化である。』
- 『何よりも先ず"音の渦巻きの中て思わず叫び声をあげたくなるような音楽"をつくろうと、ぼくはいつも考えていた。』[22]
- 『教わって習得するものではなく、血の中に自然と流れているものを大切にしなくては何にもならない。それをジャズのビートにぶつけるのだ。』[23]
- 『作曲者として是非ともお願いしたいことが一つある。それはぼくの音楽は出来るだけポリュームをいっぱいにあげて大音量で聴かなくては余り意味がないという事です。なるべく大きな音でガーン[注釈 7]とやってもらいたいのです。もし小さな音でカサコソと鳴ったら困るのです。』[24]
- 『今の日本で一番重要なことは日本人が心から楽しめる現代の日本を反映したもの、独自な音楽文化をつくり出すこと。少なくとも東京に来なければ味わえない独自なオペラミュージカルをつくり出すこと。日本が魅力的な目になり大勢の人々を携められるにはこれが必要。』[25]
- 『〈天守物語〉〈美女と野獣〉〈ミナモ〉など既に現代の日本が生み出したものが生まれつつあります。一部の人々にのみ限られていて多くの人々に宣伝するお金が無いのです。2回公演して、一億円かかり、助成金等をもらっても2000万円も赤字を出す現実を乗り越えられれば必ず魅力あふれる世界に誇れる独自な舞台が作り出せるところまで来ています。』[26]
- 『現代音楽はシラケてたが、ロックは面白かった。』[27]
- 『ボクは彼らの肉体美が素直に美しいと感じ、またうらやましいとも思った。白人が黒人と共にロックの中で強力な発言力を獲得したのは特筆すべきことに違いない。白人のやっている現代音楽はシラケててつまらないがロックは面白いのがあるのだ。ボクの仮説は当たっていた。日本に帰りボクは一生懸命にこの問題を考えてる。ここをのり越えた地点で俺たちにしかできないことをやりたい。日本人として。』[28]
- 『本当の文化というのはそんなアチラふうではいけないのだ。コチラふうというのはそんな学やらコンクールやらお勉強からは簡単に生まれてこないのである。まず家族や友達や恋人や仲間を大切に思うことだ。そして皆とつき合った喫茶店や道や街や風景に受着を感ずることだ。』[29]
- 『何となく不安に感じる事はコスモポリタン派も日本派も共に現在の日本の民衆の音楽から何かを汲み上げているだろうかということである。』[30]
- 『大部分の作曲家はそうではなくてもっと違い国や違い時代の完成されたものの中に個人的な共感を見出し、それを模したり、何かと折したりしようとしてるに過ぎないように思えるのだ。』[31]
- 『地でゆくこと、地が出せるものしか意味がないのだ。』[32]
- 『私は、カラオケ大好きでいつも大学生と踊りながらカラオケやってます。』[33]
- 『口では言えない事が大事だと思うんだよね。つまり、こうハートに訴えてくるものは言葉には出来ないよね。それが大事だと思うんだよね。』[34]
- 『大学というのは今は大衆教育になっていて、大学を卒業しただけではエリートとは今はいえません。そんな中、実装的な世渡りの道具とはいいがたいこの作曲の授業に、最後まで知的好奇心を持ってもって取り組んだあなたたちのような人達こそ、本当の意味のエリートだと私は思います。』[35]
- 『ピアノを持っている進駐軍の家に行って演奏をしたら、ご馳走を出してくれて家に泊めてくれた。草野球をしていたら進駐軍の軍人が混ぜろといってきたので一緒に試合をして、アメリカ人が怖くないことを知った。』[36]
- 『僕が子どもの時、住んでた茂原の家の近くの公園でね、草野球をやっていたの。そしたら進駐軍の軍人がいきなり「一緒にやろうや」とやってきた。言葉の通じない彼らの「ファールボール！ファールボール！」の大声は今でもはっきり覚えてる。』[37]
- 『僕はやっぱり自分の中で浮かんできた気に入った楽想をいくつか書き留めてね、最終的にそういうのが沢山貯まってきた時に、それらをどのように繋げて、全体的に整合性のある形式の中にはめ込むのかを考えますね。』[38]
- 『僕の最大の交響曲は3時間かかるけどさ、あれはやっぱりかなり計画的に作ったね。第1部を作る時から全体の設計図も作っていたの。同じ楽想が続いちゃうとダラダラしちゃう。』[39]
- 『僕の好きな曲はいくつかあるけど、私の作品に直接影響してるのはマーラーの交響曲第8番だね。それだけですね。』[40]
- 『今まで作ったのを勘定してみたの。386曲あります。大して多くない。モーツァルトやバッハに比べたら。僕にとって、僕の作品は平等に愛する子どもですよ。』[41]

## 作品一覧

### 交響曲
- 交響的変容[42][43]（1961~87年) ※全4部で演奏に3時間[44]。
  - 第1部「テュッティの変容 (祝典序曲)」（1978年、25分、3管のフルオーケストラ）
  - 第2部「メロディーとハーモニーの変容」（1979年、20分、3管のフルオーケストラ）
  - 第3部「ビートリズムの変容」（1983年、30分、3管のフルオーケストラ+和太鼓・ティンパニの各ソリスト）
  - 第4部「合唱とオーケストラの変容」（1987年、120分、300人のオーケストラ+1000人の合唱+ソプラノ独唱＋副指揮者2名+合唱指揮者7名、水野修孝作詞）
    - 第１章「予感」
    - 第２章「核と原爆への恐れ」
    - 第３章「原爆の章」
    - 第４章「キリエ（神よあわれみ給え）とカオス」
    - 第５章「新しい生命と喜びへの讃歌」
    - 第６章「無常観と祈り」

※ 2024年現在、未初演の短縮版も作曲されている。
- 交響曲第1番（1990年、日本交響曲振興財団の委嘱）
- 交響曲第2番「佐倉」（1991年/1999年改訂、佐倉市民音楽ホールの委嘱）
- 交響曲第3番（1997年/2001年改訂、文化庁芸術祭優秀賞受賞）
- 交響曲第4番（2003年）
- 交響曲第5番（2022年、オーケストラ・トリプティークの委嘱）

### 管弦楽曲
- 交響詩「夏」（1989年）
- 交響詩「千葉」~オペラ"ミナモ"と交響曲第2番"佐倉"の楽想による管弦楽曲~（1991年、任意のテノール歌手とソプラノ歌手と合唱付き、「国民文化祭91’ちば」の委嘱）
- 日本の旋律によるコンポジション
  - 第1番（合津磐梯山、他・1962年）
  - 第2番（木曽節、他・1963年）
  - 第3番（阿波踊り、他・1964年）
  - 第4番（北海盆歌、他・1964年）
  - 第5番（花咲音頭、他・1966年）
  - 第6番（千葉の民謡による・1990年、任意の合唱付き）
- オーケストラのための仮象（1961年）
- 東京女学館ジュニア・オーケストラのための前奏曲とメヌエット（1964年）
- オーケストラのためのオリジナル（1969年）
- 終わりなき世のための序曲（1984年）
- オーケストラ1966（1966年/1973年改訂）
- オーケストラ1981（1981年）
- オーケストラ2004（2004年）
- 交響組曲「イノセント・ムーン」（2004年）
- 交響組曲「シアター・ストーリー」（2004年・未初演）
- ファンファーレ（1990年）
- ファンファーレ（2004年）
- ファンファーレ（2013年）

### 協奏曲
- 室内協奏曲（1957~58年・未初演）
- マリンバ協奏曲（1980年）
- 合奏協奏曲（1988年）
- 釧路蝦夷太鼓のための太鼓協奏曲「ええいち」（1993年）
- ヴィオラ協奏曲（2014年、伊藤美香と西耕一の結婚を記念して)
- ヴィブラフォン協奏曲（2014年、會田瑞樹の委嘱）
- チェロ協奏曲（2015年）
- コントラバスとヴィブラフォンのための二重協奏曲（2019年、會田瑞樹の委嘱）

### 器楽・室内楽・邦楽器・打楽器作品
- 薔薇色の雲（1955年）
- 室内コンポジション（1958年）
- 3つのタクトをもつ金管楽器のためのコンポジション（1959年）
- 弦楽四重奏曲 ハ調（1959年）
- 弦楽四重奏曲 "6月の小さい歌"あるいは"6月の子守歌"(1959年）
- 金管楽器群のための三つの次元（1961年・デビュー作）
- 開けぬ夜の死者のしるべに(1962年)
- 弦のオートノミー（1963年）
- 器楽のオートノミー（1964年）
- ピアノのための仮象（1967年）
- やさしいピアノ小組曲「子供の詩」（1967年）
  - (1)そよ風
  - (2)ゆりかご
  - (3)ワルツ
  - (4)しずかなうた
  - (5)かげ
- クロストーク1969（1969年）
- ピアノのための「韻」（1970年）
- シンフォニア'71（1971年）
- Spring!!!(He loves me and !!!)~ハープのための（1973年）
- ストレンジ アンサンブル（1974年）
- 指揮者と8人の打楽器奏者のための"鼓"（1974年）
- 馬鹿ばやし（1975年）
- 除夜のためのエチュード（1975年）
- 水晶宮（1978年）
- 鼓の呪文（1978年）
- コンサートのための"空気入れ"の音楽（1978年）
- コンサートのための"酒屋のワン公"の音楽（1978年）
- 宵の宴（1979年、三味線,vn,fl,perc,ked.）
- 王朝バロック風序曲~バロック前奏曲~（1982年）
- 五月のエオリア（1982年、mard,pf,cab,dr）
- 十七絃箏のエオリア（1982年）
- 鼓動（1982年）
- 2台のマリンバと打楽器のための三重奏曲「10月のエオリア」（1983年）
- 鼓の合気（1984年）
- 鼓身（1985年）
- 鼓の弊舞（1985年）
- 打楽三重奏（1986年）
- 天の鼓・地の鼓（1986年）
- 合戦（1986年）
- 時の迷路（1986年）
- むっくりの詩（1988年）
- 電子オルガンのための"秋のエオリア"（1989年）
- 天の鼓（1990年）
- ピアノのための「2羽のアヒル」(1990年）
- ピアノのための「アルプスのやまびこ」（1991年）
- 国民文化祭千葉'91 パーカッションフェスティヴァルのための序曲と終曲（1991年）
- 新松任ばやし（1992年）
- 宴響（1994年）
- モンゴル、ウランバートルコンサートのための"入場音楽"（1994年）
- ミユキのソロ No.1「大太鼓」（1994年）
- ピアノ小曲集（1994~95年）
  - (1)追憶、No.1,2,3
  - (2)春のかおり
  - (3)ある日のこと
  - (4)ときめき
  - (5)はるかな遠い道
  - (6)懐かしいこと
  - (7)たそがれ
  - (8)懐かしのゴールデンポンド、No1,2,3
  - (9)ボサ86
- キーボード・ソロのための"時の魔術"（1995~96年）
- カリンバの音源をもつシンセサイザーのためのソナチネ"時の魔術"（1996）
- 新八千代ばやし（1996年）
- ミユキのソロ No.2（1996年・未初演）
- 宵の宴（1996年版、中国琵琶,二胡,pf,fl,synth,perc.）
- キーボードとマルチ音源のためのエチュード"イヴ"（1996年）
- 中国琵琶のためのソネット"地獄のオルフェ"（1996年）
- "地獄のオルフェ"組曲（1996年）
  - (1)ブルース
  - (2)マンドリーノ
  - (3)デキシー
- フルート、二胡、低音楽器のための4つのカノン（1996年）
- 楊琴のための"合津磐梯山"（1996年）
- ピアノ連弾組曲"ミューズの時"（1998年）
  - (1)いつか君と
  - (2)ボサ98
  - (3)夜の誘い
  - (4)マンドリーノ
  - (5)愛の夢
- 弦楽四重奏曲"夜の歌"（1996年/1999年改訂）
- Choirchimeのための"カンパネラ"（1999年）
- Choirchimeのための"おやすみなさいお月さま"（1999年）
- Choirchimeのための"愛の子守歌"（1999年）
- 劇音楽"黄昏"の主題による三重奏曲（1999年）
- 室内楽オーケストラのための"インセント"（2000年）
- キーボードとマルチ音源のためのエチュード"アダム"（2000年）
- フーガと変奏（2000年）
- 弦楽のためのアリア（2003年）
- ヴァイオリンとピアノのための幻想曲（2003年）
- シンセサイザーのための"時の魔術"（2003年）
- "追憶"のテーマによるピアノ・ソロ（2003年）
- "一番星と夕映え"・・・挽歌（2004年）
- 2声、3声のインヴェンション（2004年・未初演）
- 秋のセレナーデ~五重奏~（2004年）
- 琴のためのエオリア（2004年）
- 宵の宴（2005年版、尺八,二胡,中国琵琶,21弦箏,打楽器）
- 宵の宴（2006年版、馬頭琴,中国琵琶,大三弦,尺八,20弦箏）
- ソロ三味線のためのパッセージ三章（2006年）
- 2台のピアノのための序曲（2006年）
- 2台のピアノのためのバラード（2006年）
- 2台のピアノのための情緒小品集（2006年）
- 春のセレナーデ（2006年）
- チェーホフの喜劇用音楽「古典組曲」より（2006年）
- 笛と三味線、小鼓・大鼓（2007年）
- 三味線二重奏のための3章（2007年）
- 箏・尺八・三味線のための三重奏（2009年）
- 弦楽合奏のための２つの断片（2009年）
- 弦楽合奏のためのシンフォニア（2009年）
- 三味線、ヴァイオリン、打楽器のためのディヴェルティメント（2010年）
- 弦楽合奏のための"夜の歌"（2011年）
- ピアノ小品集（2013年・全9曲）
- フルート、ヴィオラ、ハープのための"夕映えに"（2014年）
- ピアノ小品集"子供の夢"（2014年）
- スタンダードナンバー名曲集（2015年）
- 独奏打楽器のためのラプソディー（2015年、會田瑞樹の委嘱）
- 独奏ヴィオラのための4章（2015年）
- ヴィブラフォン独奏'2015（2015年、會田瑞樹の委嘱）
- 尺八とヴィブラフォンのための二重奏組曲（2015年、會田瑞樹の委嘱）
- 金属打楽器と電子音楽のための〈響層〉（2015年、會田瑞樹の委嘱）
- 室内楽五重奏曲（2016年）
- ふたりのマリンバ奏者のための3章（2016年、會田瑞樹の委嘱）
- 夕べの歌・・・独奏ギター&伴奏ギター、あるいは伴奏キーボードのための（2018年）
- ピアノのための無言歌集（2019年・全33曲）
- コントラバス独奏のための3章（2019年）
- ピアノ連弾組曲"シアター・ストーリー"（2019年）
- ピアノ組曲"ミューズの時"~独奏版~（2019年）
- バリトン独唱、篠笛、三味線、箏のための"光と風の昔話"（2019年）
- 独奏ヴァイオリンのための3章（2019年）
- ヴィブラフォン 2021-詩音（2021年、會田瑞樹と佐原詩音の結婚を記念して）
- ピアノ・ソナタ（2022年、萩生哲郎の委嘱）
- 4手のための連弾組曲"イノセント・ムーン"（2022年）
- ヴィブラフォン、ヴァイオリン、ヴィオラ、チェロのための四重奏曲（2022年、會田瑞樹の委嘱）
- 片手のためのピアノ曲 Op.387（2024年、萩生哲郎の委嘱）

### オペラ
- 天守物語（1977年、NHK委嘱）
- 美女と野獣（1989年/2003年改訂、日本オペラ協会委嘱）
- ミナモ（1991年、国民文化祭91'ちば委嘱、千葉県文化功労賞受賞）

### ミュージカル
- 泣きたくなったら笑うんだ（1993年、八干代市委嘱）
  - 1）オープニング・コーラス（合唱）
  - 2)朝の風景（背景音楽）
  - 3)朝の情景（背景とダンス）
  - 4)時計のことを考えていると（重唱）
  - 5)お尻に火がついた（合唱）
  - 6)先生（合唱）
  - 7)跳び箱が飛べたとき（女児の独唱と合唱）
  - 8）放課後の情景音楽
  - 9）兄へ（重唱）
  - 10）かわいいリボン（女児独唱）
  - 11）ひっこし（同上）
  - 12）けんか（合唱）
  - 13）オナラ（同上）
  - 14）一番星と太陽（女児の独唱、重唱、合唱）
  - 15）台所の音楽隊（合唱）
  - 16）お母さんの手じゃない（女子中学生の独唱と重唱）
  - 17）お父さんのげんこつ（男児達5〜6人の独唱・重唱）
  - 18)るすばん（女児の独唱）
  - 19)今日のお父さんの帰りが（男児独唱）
  - 20）バラバラ家族の背景音楽
  - 21）足音（全員の合唱）
  - 22）おおげさなお父さん（男児独唱）
  - 23）母のおなか（女児独唱）
  - 24）ひまわり（女声合唱＋子供達の合唱）
  - 25）父の仕事（混声合唱）
  - 26）おやすみの情景音楽
  - 27）顔くらべ（女児独唱+男児独唱＋子供達の合唱）
  - 28）フィナーレ（児童合唱と混声合唱）
- 時空の絆（1996年）
- イノセント・ムーン（1999年、ミュージカルシアター・ヒラソル委嘱）
  - 1)ルナの嘆き
  - 2)ハートに火をつけるのは誰？
  - 3)我ら突撃レポーター
  - 4)テレビのない村
  - 5)ラビスター音頭
  - 6)我らが守りの主ルナ様
  - 7)お母様でしょ。あなたはきれい、美しいわ。
  - 8)君！数字が一番だよ
  - 9)都会の暮らしはナイスです
  - 10)人を好きになると
  - 11)わしの娘は
  - 12)あなたにとって一番大切なものはなに？
  - 12-2)僕は変わるんだ
  - 13)もう一度歌声に包まれて（ボタンのかけちがい）
  - 14)おそまきながら文化開花よ
  - 14-2)愛を叫ぼう
  - 15)光の音楽
  - 16)ルナの祈り
  - 17)愛の復活
  - 18)フィナーレ
- シアター・ストーリー（2001年、ミュージカルシアター・ヒラソル委嘱）
  - 1)序曲
  - 2)愛と夢の翼広げ
  - 3)僕だっていつか
  - 4)少女を探す少年（君を探し出せるなら）
  - 5)待つ女
  - 6)間奏曲とワルツ
  - 7)今はない帰り道
  - 8)真白い夢
  - 9)見て！私をみつめて
  - 10)フィナーレ
- 先生が泣いた日~子供のためのミュージカル~（2002年、ミュージカルシアター・ヒラソル委嘱）

### 声楽曲
- 声のオートノミー（1964年）
- 混声合唱のためのオートノミー（1972年）
- 混声合唱のための幻（1975年、芸術祭優秀賞受賞、chor,picc,E.Bass,dr,締め太鼓,平太鼓,チャンチキ,PA）
- 児童合唱のための"ゆきがふる"（1977年、まどみちお作詞）
- 児童合唱のための"うれしいときは"（1981年、水野修孝作詞）
- 児童合唱のための"かなしいときは"（1981年、水野修孝作詞）
- 児童合唱のための"あいさつの歌"（1981年、水野修孝作詞）
- 小さなホメロスたち・・女声(少年少女)のための合唱組曲（1982年）
  - (1)はじまりの歌
  - (2)風よ
  - (3)雨の日にも
  - (4)生命さざめく
  - (5)愛のまぶしさについて
  - (6)小さなホメロスたち
- 秋かな冬かな（1983年）
- 手をつなごう（1983年、水野修孝作詞）
- 男声合唱のための"カオス"（1984年）
- 合唱組曲"あしたのオデッセウスたち"（1988年）
  - (1)それは誰？
  - (2)トポス
  - (3)ルナ
  - (4)それはいつ？
- 合唱組曲"いつでもそこにスフィンクスがいた"（1993年）
  - (1)虹の神イリス
  - (2)陽炎（かげろう）
  - (3)断崖
  - (4)あこがれ
  - (5)尖塔
- ひまわり（1993年・未初演）
- 父の仕事（1993年・未初演）
- おやすみなさいおつきさま（1982年/1993年改訂）
- 青春の思い（1999年）
  - (1)青春の思い
  - (2)黒い下敷き
  - (3)さよならが言えない
- ルナの祈りと愛の復活（2000年）
- アイウエオの歌（2003年、水野修孝作詞）
- うれしいときは（2003年、水野修孝作詞）
- かなしいときは（2003年、水野修孝作詞）
- 月曜日に火曜日（2003年、水野修孝作詞）

### 歌曲
- 瞑想的音楽劇、または儀式"少女"~松永永三郎"廃人"による~（1963年）
- 幼児の歌集（1977年）
  - (1)あいさつのうた（水野修孝作詞）
  - (2)どうぶつえらび（水野修孝作詞）
  - (3)これ何だろうね（水野修孝作詞）
  - (4)これは何だろうね（水野修孝作詞）
  - (5)〇〇○は何で鳴く（水野修孝作詞）
  - (6)小鳥が一匹（水野修孝作詞）
  - (7)カラスカンガラス
  - (8)みなさんそろそろ（水野修孝作詞）
  - (9)ウッカラ節（水野修孝作詞）
  - (10)ゴチゴチ山のゴチコンタ（水野修孝作詞）
  - (11)モーシモーシうさぎさん（水野修孝作詞）
  - (12)もしもしライオンさん（水野修孝作詞）
  - (13)月曜日に火曜日（水野修孝作詞）
  - (14)手をつなご（水野修孝作詞）
  - (15)ブランコ
  - (16)おやすみなさいおつきさま
  - (17)カミナリと雨（水野修孝作詞）
  - (18)ほくろのうた（水野修孝作詞）
  - (19)ワタシサカナヤさん（水野修孝作詞）
  - (20)秋かな冬かな（水野修孝作詞）
  - (21)アイウエオのうた（水野修孝作詞）
  - (22)クシャミのうた（水野修孝作詞）
  - (23)サカナみたいにスイスイと（水野修孝作詞）
  - (24)ふぐちょうちん（水野修孝作詞）
  - (25)かなしいときは（水野修孝作詞）
  - (26)うれしいときは（水野修孝作詞）
  - (27)山のむこうに（水野修孝作詞）
  - (28)ボクの自動車ギャラクシー（水野修孝作詞）
  - (29)ヤーレホレエンヤサッサ（水野修孝作詞）
  - (30)1回目の2回目（水野修孝作詞）
- ゆきがふる（1977年、まどみちお作詞）
- よるのうた（1979年、まどみちお作詞）
- おやすみなさいおつきさま（1981年）
- 悲しいときは（1982年、水野修孝作詞）
- うれしいときは（1982年、水野修孝作詞）
- パパのおさけ（1985年）
- 追憶（1996年、水野修孝作詞・未初演）
- はるかな遠い道（1996年、水野修孝作詞・未初演）
- 愛の歌（1996年、水野修孝作詞）
- 初めてのデート（1997年、水野修孝作詞）
- 今こそ（1997年、水野修孝作詞）
- ルナの祈り（1999年）
- 愛の復活（1999年）
- 草笛の丘音頭（2001年、vo,dr,E.bess,key,日本太鼓.）
- 今こそ君にすべてをかけて（2001年、水野修孝作詞・未初演）

### ジャズ
- Jazzy work"They say is's wonderful"~オケと合唱のためのジャス音楽（1967年）
- ジャスオーケストラのためのオリジナル（1968年）
- ジャスの仮象（1969年）
- ジャスオーケストラのためのオリジナル No,2（1970年・未初演）
- 金井のための4月の歌（1971年）
- ジャズ・オーケストラ'73（1973年、ジャスディスク大賞3位受賞）
- ジャズ・オーケストラ'75（1975年、ジャスディスク大賞3位受賞）
- ダム（1975年）
- パロディーA.B.C（1976年）
- オールトゥギャザー（1976年）
- コンボ'77（1977年）
- 日曜日の仕事（2015年）

### ミュージック・コンクレート・電子音楽
- コンクレートのための交響曲（1960年）
- テープ音楽（1961年・未発表）
- 魚紋（1962年）
- 遠隔操作『不可逆』（1962年）
- 電子音楽『怒りの日』（1972年）
- メディテーション（1974年、カリフォルニア州ミルズカレッジのスタジオで制作・未発表）
- ストレッタ（1974年、カリフォルニア州ミルズカレッジのスタジオで制作）

### 共同集団即興作品
グループ音楽参照。
- メタプラスム《Metaplasm》（1957~1961年、4曲)[45]
- ヴァイオリンとチェロのためのデユエット《Duetts for violin and violoncello》（1958～1961年 、14曲）
- オートマチズム《Automatism》（1960年、29曲）
- オブジェ《This is Objet！》（1960年、4曲）

### 劇付随音楽・ドラマ、映画の音楽
- チエホフの喜劇のための音楽（1961年）
- ギリシャ悲劇"エレクトラ"の音楽（1964年）
- 長崎の夏（1968年、TBS日本列島の旅"長崎"）
- 瓶詰めの地獄（1971年、NHKラジオドラマ）
- "夏"の音楽（1972年、NHK第１放送文芸ドラマ）
- 白い国籍のスパイ（1977年、NHK第１放送連続ラジオドラマ）
- 大造じいさんと雁（1978年、TBSまんがこども文庫）
- "空気入れ"の音楽（1978年、TBSまんがこども文庫）
- 酒屋のワン公（1979年、TBSまんがこども文庫）
- "メデイア"の音楽（1983年、日生劇場）
- "ロメオとジュリエット"の音楽（1986年、サンシャイン劇場）
- "地獄のオルフェ"の音楽（1987年、セゾン劇場）
- "写楽考"の音楽（1989年、劇団青年座）
- ぶんぶく茶釜（1991年、コロムビア）
- "黄昏"の音楽（1995年、劇団青年座）

### ダンスミュージック
- 菓婚式（1962年、pf）
- 魚紋（1962年）
- 遠隔操作『不可逆』（1962年）
- 明けぬ夜の死者のしるべに（1962年、chamberOrch）
- 新しい人間像（1967年）
- 千葉若潮国体、幼児集団演技のための音楽（1972年）

### 社歌・校歌
- 田原縫製工場親善会歌、社歌（1963年）
- 千葉県立泉高等学校校歌（1979年）
- 千葉県八千代市立八千代台東第二小学校校歌（1980年）
- 千葉県八千代市立大和田西小学校校歌（1984年）
- 千葉県八千代市立八千代台西中学校校歌（1984年）
- 千葉県佐倉市立臼井南中学校校歌（1996年）
- 千葉県立瑞穂小学校校歌（1998年）
- 千葉県鴨川市立安房東中学校校歌（2004年）

### 編曲
- オーケストラのためのムード音楽（1961年）
  - (1)シャルメーン
  - (2)枯葉
  - (3)ラ・メール
  - (4)愛の賛歌
  - (5)街角
- 忘れなぐさ（1963年/2012年、混声5部合唱+オーケストラ）
- 夢（1966年、オーケストラ）
- ワシントン広場の夜はふけて（1967年、オーケストラ）
- グッドバイ（1967年、オーケストラ）
- They say it's wonderful（1967年、オーケストラ）
- 情熱（1987年、筒美恭平作品、ボーカルと合唱とオーケストラ・未初演）
- 千葉童謡組曲（1990年、800人のオーケストラ＋1200人の吹奏楽＋400人の合唱）
  - (1)証正寺のたぬきばやし（中山晋平作曲、野田雨情作詞）
  - (2)里の秋（中山晋平作曲、野田雨情作詞）
  - (3)海（井上武士作曲、林柳波作詞）
  - (4)夢のなかへ（井上陽水作曲、作詞）
  - (5)昴（谷村新詞作曲、作詞）
  - (6)青い地球はだれのもの（冨田勲作曲、作詞）
- スタンダードナンバー・メドレー集（2001年、pf）
  - (1)序奏
  - (2)シェルブールの雨傘
  - (3)フライ・ミー・トゥー・ザ・ムーン
  - (4)白い恋人たち
  - (5)ひき潮
- When I failing love. My one and only love.（2015年、pf）
- I left my heart in Sanfransisco. Misty Framingo（2015年、pf）
- 千葉県八千代市立大和田南小学校校歌(2020年、小泉純一作曲、児童合唱,pf）
- 花（2020年、瀧廉太郎作曲、Vib・會田瑞樹の委嘱）

### 習作作品
※オーケストラ・ピアノあるいはベースとドラム入りの多様な編成。
- 瑠璃色の世界
- 酒とバラの日々
- 青春のかげ
- 忘れなぐさ
- 情熱
- グッドバイ
- ワシントン広場の夜はふけて
- 証城寺のたぬきばやし
- スバル
- 里の秋
- 海
- 夢の中へ
- 青い地球は誰のもの
- 夢
- They say it'swonderful （渡辺貞夫ジャズ教室卒業作品）
- When I falling love
- It could happen to you
- Flamingo
- Wave
- Garota de Ipanema
- All of me: Someday my prince will come
- Shadow of your smile
- Lullaby of Bird-Land
- L've got the world on a string
- Body and Soul
- L left my heart in San Francisco
- Spring is here
- My foolish heart
- Three coins in the fountain
- As time goes by
- These foolish things
- My one and only love
- What's new
- Memories of you
- I have only eyes for you
- Shiny staking[注釈 8]

## 論文
- 音群の問題と可能性(1967年７月、音楽芸術７月号)[46]
- 音群的作法への思考(1967年11月、音楽芸術11月号)
- 続音群的作法への思考(1968年11月、音楽芸術11月号)
- 現代社会における混血音楽の成熟(1988年、音楽之友社教育音楽別冊「授業のPOPS」)
- 日本人のリズム感は変わったか(1989年１月、十月社「たいころじい」１月号)
- 混血音楽と民族音楽の相関（１）(1996年２月、千葉大学教育学部研究紀要44巻)
- 混血音楽と民族音楽の相関（２）(1997年２月、千葉大学教育学部研究紀要45巻)
- オペラ〈天守物語〉の作曲について(1999年２月、新国立劇場)
- 幼児音楽教材論（１）(1979年、音楽之友社「音楽教育研究」No.21)
- 幼児音楽教材論（２）(1980年、音楽之友社「音楽教育研究」No.22)
- 児童文化の研究(1987年５月、川島書店、斎藤良輔・角尾和子共著)
- 交響的変容第4部の合唱について	(1992年、音楽芸術10月号)

## 関連文献
- 日本の作曲家たち: 戦後から真の戦後的な未来へ (上・下)　秋山邦晴1979年音楽之友社
- 日本の作曲20世紀 (ONTOMO MOOK)1999年音楽之友社